# Noturus
Noturus  es un género de peces de la familia de los ictalúridos y del orden de los siluriformes.

## Distribución geográfica
Se encuentra en Norteamérica.

## Especies
- Noturus albater (Taylor, 1969)
- Noturus baileyi (Taylor, 1969)
- Noturus crypticus (Burr, Eisenhour & Grady, 2005)[4]
- Noturus elegans (Taylor, 1969)
- Noturus eleutherus (Jordan, 1877)
- Noturus exilis (Nelson, 1876)
- Noturus fasciatus (Burr, Eisenhour & Grady, 2005)[4]
- Noturus flavater (Taylor, 1969)
- Noturus flavipinnis (Taylor, 1969)[5]
- Noturus flavus (Rafinesque, 1818)[6][7]
- Noturus funebris (Gilbert & Swain, 1891)
- Noturus furiosus (Jordan & Meek, 1889)[8]
- Noturus gilberti (Jordan & Evermann, 1889)
- Noturus gladiator (Thomas & Burr, 2004)[9]
- Noturus gyrinus (Mitchill, 1817)
- Noturus hildebrandi (Bailey & Taylor, 1950)
- Noturus insignis (Richardson, 1836)[10]
- Noturus lachneri (Taylor, 1969)[11]
- Noturus leptacanthus (Jordan, 1877)
- Noturus maydeni (Egge, 2006)[12]
- Noturus miurus (Jordan, 1877)
- Noturus munitus (Suttkus & Taylor, 1965)[13]
- Noturus nocturnus (Jordan & Gilbert, 1886)
- Noturus phaeus (Taylor, 1969)
- Noturus placidus (Taylor, 1969)
- Noturus stanauli (Etnier & Jenkins, 1980)[14][15]
- Noturus stigmosus (Taylor, 1969)[16][17]
- Noturus taylori (Douglas, 1972)[18]
- Noturus trautmani (Taylor, 1969)[19][20][21][22][23][24][25][26][27]